# IC 620
IC 620 је спирална галаксија у сазвјежђу Лав која се налази на листи објеката дубоког неба у Индекс каталогу.
Деклинација објекта је + 11° 52' 15" а ректасцензија 10h 33m 33,4s. Привидна величина (магнитуда) објекта IC 620 износи 14,4 а фотографска магнитуда 15,2. IC 620 је још познат и под ознакама CGCG 65-55, IRAS 10308+1207, PGC 31215.